# Dalhousiella hesionides
Dalhousiella hesionides är en ringmaskart som först beskrevs av Augener 1906.  Dalhousiella hesionides ingår i släktet Dalhousiella och familjen Hesionidae. Inga underarter finns listade i Catalogue of Life.